# Jerzy Brzeziński (stomatolog)
Jerzy Brzeziński (ur. 23 stycznia 1926 we Lwowie, zm. 10 maja 1990 we Wrocławiu) – polski lekarz dentysta, specjalista chirurgii stomatologicznej i fizjologii narządu żucia, wykładowca akademicki.

## Życiorys
Urodził się 23 stycznia 1926 r. we Lwowie. Studiował na Oddziale Stomatologii Wydziału Lekarskiego Akademii Medycznej we Wrocławiu. W 1958 podjął pracę w Katedrze Histologii i Embriologii Akademii Medycznej we Wrocławiu, a dyplom lekarza dentysty odebrał 18 maja 1959 r. W tej katedrze pracował kolejno na stanowiskach zastępcy asystenta, asystenta i adiunkta, a w latach 1967–1970 pracował na stanowisku adiunkta w Klinice Chirurgii Stomatologicznej, a po wyodrębnieniu Katedry i Zakładu Chirurgii Stomatologicznej przeszedł do nowej jednostki w 1970 r.
Stopień doktora uzyskał w 1966 r. pod kierunkiem prof. Tadeusza Szczęsnego Owińskiego, w 1971 r. uzyskał stopień specjalisty II stopnia z zakresu chirurgii stomatologicznej, a w 1979 r. stopień doktora habilitowanego i został mianowany docentem w swojej katedrze, a rok później objął funkcję zastępcy kierownika zakładu. W latach 1981–1984 pełnił funkcję prodziekana ds. stomatologii Wydziału Lekarskiego, a przez w latach 1984–1990 dziekana wydziału. W 1989 r. otrzymał tytuł naukowy profesora nadzwyczajnego. 
Prowadził badania z zakresu embriologii, histochemii stomatologicznej, fizjologii narządu żucia oraz chirurgii stomatologicznej. Autor lub współautor 57 publikacji i promotor 3 prac doktorskich. Od 1980 r. pełnił funkcję członka redakcji „Wrocławskiej Stomatologii”. Przewodniczył komisjom egzaminacyjnym na I stopień specjalizacji w województwach wrocławskim, opolskim i legnickim, a od 1978 r. był członkiem komisji egzaminacyjnej na II stopień specjalizacji we Wrocławiu. 
Od 1955 r. członek Polskiego Towarzystwa Stomatologicznego, m.in. jako sekretarz (1975–1978) i przewodniczący (1981–1984) zarządu oddziału wrocławskiego, a od 1978 r. członek sądu koleżeńskiego zarządu głównego. W 1962 r. został członkiem Polskiego Towarzystwa Histochemicznego i w latach 1978–1982 był członkiem komisji rewizyjnej zarządu oddziału wrocławskiego. 
Odznaczony Krzyżem Kawalerskim Orderu Odrodzenia Polski, Złotym Krzyżem Zasługi, medalem „Za zasługi dla obronności kraju”, złotą odznaką „Academia Medica Wratislaviensis”, złotą odznaką „Zasłużony dla Województwa Wrocławskiego i Miasta Wrocławia” oraz złotą odznaką „Zasłużony dla Województwa Opolskiego i Miasta Opola" oraz nagrodą ministra zdrowia III stopnia.
Zmarł 10 maja 1990 r. we Wrocławiu i został pochowany na cmentarzu św. Wawrzyńca.